# Robert Tomasulo
Robert Marco Tomasulo (31 octobre 1934 - 3 avril 2008) était un informaticien et l'inventeur de l'algorithme de Tomasulo. Tomasulo a reçu le prix Eckert-Mauchly 1997 « pour l'ingénieux algorithme de Tomasulo, qui a permis la mise en œuvre de processeurs avec exécution dans le désordre ».
Robert Tomasulo a fréquenté le lycée Regis à New York. Il est diplômé du Manhattan College et a ensuite obtenu un diplôme d'ingénieur de l'Université de Syracuse. En 1956, il rejoint la recherche d'IBM. Après avoir acquis pendant près d'une décennie une vaste expérience dans divers rôles techniques et de direction, il est passé au développement de mainframes, notamment du IBM System/360 Model 91 et de ses successeurs. Après 25 ans de carrière chez IBM, Bob a travaillé sur un projet d'incubation chez Storage Technology Corporation pour développer le premier système mainframe basé sur CMOS ; il a cofondé NetFrame, une startup du milieu des années 80 pour développer l'un des premiers systèmes de serveur basés sur un microprocesseur ; et a travaillé comme consultant sur l'architecture des processeurs et la microarchitecture pour Amdahl Consulting.